# ロジカルハラスメント
ロジカルハラスメント（和製英語：Logical Harassment）とは、「正論」を言うことで相手を困らせる、嫌がらせ（ハラスメント）の一種である。略称はロジハラ。

## 概要
ロジハラは、一方的に自身の意見を押し付けて論破しようとすることで、相手に嫌な思いをさせてしまうハラスメントである。その原因は相手の状況を踏まえていない話の進め方にあり、感情面への配慮を忘れないことも大切とされる。
グロービス経営大学院大学講師の朱子青は、次の具体例を挙げ、ロジハラの本質は相手の価値観や不安などを無視した「価値観の押し付け」「共感ハラスメント」であると説明した。その上で、ロジハラを避ける上で大切なこととして、論理思考の原点に立ち返ること、結論に達したと思っても思考を止めずに考え続けること、異なった思想や価値観を持つ相手の前提を理解すること、などを挙げた。

## 加害者の特徴
ロジハラをしやすい人物の特徴としては、下記が挙げられる。

### 相手より優位に立ちたい欲が強い
コミュニケーションの目的が相手を論破することになり、自分が相手よりも優位にいると考えたいがためにロジハラを行う。優位に立ちたいという欲やプライドが高く、自身の虚栄心を満たすために「正論」を振りかざす。

### 自分の意見が正論だと思い込んでいる
自分が正しいと思い込み、他人の意見を受け入れる考えがない。このタイプは「〇〇するべき」という言い方が多い。思い込みによる自己主張が強く相手の意見に耳を貸さないため、建設的な話し合いにならない。

### 相手の気持ちを理解できない
一方的に話をすることで相手を追い詰める一方で、相手の気持ちを理解できない。仮に言っていることが正しくても相手への配慮が足りず、現実はその通りにいかないことに気付かない。